# Alfons Blum
Alfons Blum (* 27. Januar 1934 in Friedrichsthal) ist ein deutscher Elektrotechniker und Hochschullehrer.

## Leben
Alfons Blum wurde 1934 geboren als Sohn des Verwaltungsbeamten Albert Blum und dessen Frau Helene, geborene Marx. Im Jahre 1954 begann er ein Studium der Naturwissenschaften an der Universität des Saarlandes und erwarb 1961 sein Diplom in Physik. Anschließend arbeitete Blum als Assistent am von Professor Gottfried Eckart geleiteten Institut für angewandte Physik und Elektrotechnik. Dort promovierte Blum 1966 mit der Dissertation „Untersuchungen über Nanosekunden-Impulsschaltungen mit Tunneldioden“. 
Im Jahre 1972 wurde Blum an der Universität des Saarlandes zum Professor für Elektronik und Halbleiterbauelemente berufen. Blums schwerpunktmäßige Fachgebiete waren sowohl die Halbleitertechnik als auch die Hochfrequenztechnik. An der Universität des Saarlandes gehörte Blum  zu den Mitbegründern des Studiengangs Elektrotechnik.

## Ehrungen
- Saarländischer Verdienstorden

## Publikationen
- Untersuchungen über Nanosekunden-Impulsschaltungen mit Tunneldioden, Dissertation, 1966.
- Elektronisches Rauschen, Teubner, Stuttgart, ISBN 9783519061830, 1996.